# Alberton (África do Sul)
Alberton é uma cidade situada na margem leste da província de Gauteng, na África do Sul e comemorou o seu centenário em 2005. Em 2007, ele tinha uma população de 202.202 habitantes. É conhecida como uma comunidade típica do quarto, o que significa que é uma comunidade essencialmente residencial no personagem, com a maioria dos trabalhadores pendulares para os subúrbios ou cidades vizinhas para ganhar seu sustento. A cidade tem várias estradas de acesso a todas as principais auto-estradas em Gauteng, mais notavelmente o R59, N3 e N12. Situado nas margens do próximo Spruit Natal para os grandes centros urbanos de Joanesburgo (15 km a sudeste) e Pretória (76 km), Alberton é única e tem uma história longa e interessante. Fazendo parte do Município metropolitano de Ekurhuleni, no East Rand.

## Ligações Externas
- Alberton web site
- Alberton Blogging and Community web site
- Alberton Online Community Forum and Business Directory